# 赫尔松美术馆
赫尔松美术馆（羅馬化：Khersonskyi oblasnyi khudozhnii muzei imeni Oleksiia Shovkunenka)是乌克兰赫尔松的一个美术馆。 它位于原赫尔松市政厅大楼内。
博物馆于1978年5月27日开放。在2022年俄罗斯入侵乌克兰期间被洗劫一空。